# Diplosoma
Diplosoma (лат.) (возможное русскоязычное название — Диплосома) — род суккулентных растений семейства Аизовые (Aizoaceae), произрастающий на территории Капской провинции ЮАР.

## Название
Родовое латинское (научное) название Diplosoma происходит от греческих слов diplo-, что означает «двойной», и soma, что означает «тело». Это связано с объединением листьев в пару или образованием двух разных пар листьев в течение года.

## Ботаническое описание
Представители рода — компактные, карликовые, суккулентные многолетники, которые со временем образуют куртины. Каждый стебель ежегодно выдаёт 2 противоположных листа, окруженных коричневыми или черными склеротическими оболочками, происходящими от оснований листьев предыдущего года. Корневая система короткая и мочковатая. Листья раскидистые от горизонтального до +/- прямостоячие, коротко и косо сросшиеся у основания, мягкие и нежные с гиалиновыми точками, красноватого цвета, примерно 25 мм в длину и 5 мм в ширину. Первая пара листьев устойчива и скрыта внутри прошлогодних влагалищ, вторая пара только в основании сросшаяся и недолговечная.
Цветки прорываются через сросшееся основание последней пары листьев. Цветки могут быть одиночными или по 2 или 3 в верхушечном расположении, сидящими между основаниями листьев, двудольные, приблизительно 25 мм в диаметре. Цветки открываются в полдень и закрываются вечером. Чашелистиков обычно 5-7, неравных, округлой формы. Лепестки расположены в 2 или 3 ряда, линейные, фиолетового цвета с белыми основаниями. Тычинки имеют сосочковые основания и окружены стаминодиями (пурпурно-черными у Diplosoma luckhoffii). Нектарник темно-зеленый с небольшими зубчатыми кольцами. Завязь может быть плоской или грушевидной на вершине; париетальные плаценты; рылец обычно 5-7, нитевидные. Плод — 5-7-гнездная коробочка с широкими, темно-коричневыми килями. Семена мелкие и имеют грушевидную форму.
Число хромосом х = 9.

## Таксономия
Diplosoma Schwantes, первое упоминание в Z. Sukkulentenk. 2: 179. 1926. Род входит в подсемейство Ruschioideae.

### Синонимы[5]
- Maughania N.E.Br.
- Maughaniella L.Bolus

### Виды
Согласно данным сайта «Список растений Мировой флоры онлайн» на июнь 2023 года, род состоит из 2 видов:
- Diplosoma luckhoffii (L.Bolus) Schwantes ex Ihlenf.
- Diplosoma retroversum (Kensit) Schwantestypus